# پرومتئوس (فیلم)
پرومتئوس (انگلیسی: Prometheus) فیلم ترسناک علمی تخیلی محصول ۲۰۱۲ به کارگردانی ریدلی اسکات و نویسندگی جان اسپیتز و دیمون لیندلوف است. این پنجمین قسمت از مجموعه فیلم‌های بیگانه به‌شمار می‌رود و در آن گروهی از بازیگران از جمله نومی راپاس، مایکل فاسبندر، گای پیرس، ادریس البا، لوگان مارشال-گرین و شارلیز ترون حضور دارند. داستان این فیلم در اواخر سدهٔ بیست و یکم جریان دارد، و به خدمه سفینه فضایی پرومتئوس می‌پردازد که نقشه ستاره‌ای کشف‌شده در میان آثار باستانی چندین فرهنگ باستانی زمین را دنبال می‌کند. خدمه این سفینه در جستجوی خاستگاه بشریت به دنیای دوردستی می‌رسند و تهدیدی را کشف می‌کنند که می‌تواند باعث انقراض گونهٔ انسان شود.
اسکات و جیمز کامرون پیش از این ایده‌هایی را برای فیلمی به‌عنوان پیش‌درآمد فیلم علمی-تخیلی ترسناک بیگانه (۱۹۷۹) مطرح کردند. در سال ۲۰۰۲، ساخت بیگانه علیه غارتگر (۲۰۰۴) اولویت داشت و این پروژه تا سال ۲۰۰۹ که اسکات دوباره به علاقه نشان داد، در خاموشی فرورفت. اسپیتز فیلم‌نامه‌ای برای پیش‌درآمد وقایع فیلم‌های بیگانه نوشت، اما اسکات برای جلوگیری از تکرار سرنخ‌های آن فیلم‌ها، انتخاب مسیر متفاوتی را ترجیح می‌داد. در اواخر سال ۲۰۱۰، لیندلوف برای بازنویسی فیلم‌نامه اسپیتز به پروژه ملحق شد و او و اسکات داستانی را نوشتند که روایت‌گر داستان قبل از فیلم اول بیگانه بود اما صرفاً به مجموعهٔ اصلی مرتبط نیست. به گفتهٔ اسکات، اگرچه فیلم دارای «رشته‌هایی از DNA بیگانه» است و در همان دنیای خیالی اتفاق می‌افتد، اما پرومتئوس به اسطوره‌شناسی و ایده‌های خودش می‌پردازد.
پرومتئوس در آوریل ۲۰۱۰ وارد مرحله تولید شد و طی آن فناوری و مخلوقات مورد نیاز فیلم توسعه یافتند. تصویربرداری اصلی در مارس ۲۰۱۱ با بودجه تخمینی ۱۲۰ تا ۱۳۰ میلیون دلار آغاز شد. این فیلم با استفاده از دوربین‌های سه‌بعدی، تقریباً به‌طور کامل در صحنه‌های واقعی، و در مکان‌های واقع در انگلستان، ایسلند، اسکاتلند، اردن و اسپانیا فیلم‌برداری شد. این فیلم با یک کمپین بازاریابی که شامل فعالیت‌های خبرساز در وب بود، تبلیغ شد. سه ویدئو با حضور بازیگران برجسته فیلم که عناصری از جهان داستانی را گسترش می‌دادند، منتشر شد و با استقبال عموماً مثبت و جوایزی مواجه گردید.
پرومتئوس در ۱ ژوئن ۲۰۱۲ در بریتانیا و در ۸ ژوئن ۲۰۱۲ در آمریکای شمالی منتشر شد. این فیلم نقدهای عموماً مثبتی به دست آورد و در زمینهٔ طراحی‌ها، عوامل فنی و اجرای بازیگران مورد تحسین قرار گرفت. این فیلم بیش از ۴۰۳ میلیون دلار در سراسر جهان فروش داشت. دنباله‌ای به نام بیگانه: کاوننت در می ۲۰۱۷ منتشر شد.

## خلاصهٔ داستان
در سالیان سال پیش از بشر، در مکانی که بنظر می‌رسد زمین ماقبل تاریخ باشد، موجودی بشرنما در مجاورت آبشاری ایستاده است. او یک ردای قربانی به تن دارد. در حالی‌که بالای سر او سفینه‌ای غول‌پیکر آمادهٔ ترک زمین می‌شود، موجود انسان‌نما جامی حاوی مایع‌ای سیاه‌رنگ و جوشان را می‌نوشد. بلافاصله بدن او متلاشی شده و در رودخانه حل می‌شود. دی‌ان‌ای بدن او با آب و محیط زیر آبشار سریعاً واکنش می‌دهد و چرخهٔ تولید سلول‌های جدیدی آغاز می‌گردد: سلول‌های سرخ‌رنگی که شباهت به گلبولهای قرمز دارند و سریع تکثیر می‌یابند ….
در نمای بعدی زمان سال ۲۰۷۹ میلادی است. گروهی از باستان‌شناسان در اسکاتلند غاری را کشف کرده‌اند که در درون آن تعدادی نقاشی ماقبل تاریخ بروی دیوارها نقش بسته است. یکی از نقوش صحنه‌ای را نشان می‌دهد که در آن چند انسان به یک صورت فلکی در آسمان اشاره می‌کنند. صحنهٔ بعدی فیلم ده سال بعد از کشف غار را نشان می‌دهد که در آن یک سفینهٔ فضایی با سرعت مافوق نور در حال سفر بسوی همان صورت فلکی است. شرکت ویلاند کورپوریشن با خرج چند هزار میلیارد دلار سفینه‌ای را با یک گروه دانشمند تهیه کرده و قصد به‌دست آوردن پاسخ بزرگ‌ترین پرسش تاریخ بشر را دارد: اینکه بشر از کجا آمده و آن فضاییان ماقبل تاریخ که بودند و در ماقبل تاریخ روی زمین چه می‌کردند.
کاشفان نقوش غار، دکتر هالووی و دکتر شاو، یکی از ۱۷ سرنشین سفینه‌اند. پس از رسیدن به سیارهٔ مورد نظر (بنام LV-223)، یک گروه اکتشاف بر روی سطح عاری از سکنه آن فرود آمده و شروع به اکتشاف یک کوه گنبدی شکل غیرعادی و نمونه‌برداری از آن می‌کنند. در داخل کوه یک سری دالان‌هایی کشف می‌کنند اما به دلیل طوفان شدید جوی مجبور با بازگشت به سفینه می‌شوند. در این میان، دیوید، که یک ربات شبه-انسان است، با کمک راهنمایی‌های نوشته‌های روی دیوار که شبیه خط میخی هستند، از یک شی کپسول-مانندی (که شبیه پوکه یک سلاح جنگی است) نمونه-برداری می‌کند و آن را مخفیانه به سفینه می‌برد. آن شی حاوی مایع چرکینی است که شبیه به مایع زهرآگین اول فیلم است. او نمی‌داند که هدف یا کار این مایع چیست و لذا متوسل به آزمایش می‌گردد.
دیوید از نداشتن یک روح رنج می‌برد. فیلم‌های قدیمی را دوست دارد و الگویش پیتر اوتول در فیلم لورنس عربستان است. مدام او را تقلید می‌کند و شخصیت او را شبیه‌سازی می‌کند. او نمی‌داند هدف از خلق شدنش چیست و به دلیل ربات بودن (انسان نبودن) به‌طور دائم مورد تمسخر اهالی سفینه قرار می‌گیرد. از جمله دکتر هالووی. از همین روست که دیوید در صحنه بعدی فیلم جام شرابی را به دکتر هالووی به‌طور دوستانه تعارف می‌کند که حاوی قطره‌ای از مایع زهرآگین بیگانه ایست که در خارج سفینه نمونه برداری کرده است. هالووی آن را می‌نوشد و همان شب با دکتر شاو (همکار و نامزد خود) همبستر می‌شود.
فردای آن روز گروه اکتشاف دومی راهی گنبد مرموز می‌شود. گروه اکتشاف دوم در این میان دو تن از اعضای گروه اکتشاف اول را یافته که به طرز فجیعی روز قبل کشته شده بودند. دیوید باز به‌طور مخفیانه درمیان دالان‌های تاریک کوه جستجوی خود را ادامه می‌دهد تا به چیزی شبیه به یک اتاق فرمان می‌رسد. او متوجه می‌شود که سازندگان این مکان نه تنها زمین بلکه سیارات بسیاری را با دی ان آی خود بارور کرده و از این طریق نسل خود را پراکنده کرده بوده‌اند. انسان در واقع مخلوق این «مهندسین» است، و این «مهندسین» بشر را به چهره خویش آفریدند. این مهندسین همان موجوداتی هستند که در اول فیلم روی سیاره زمین دیده می‌شوند. دیوید سپس به چند محفظه تابوت شکل برخورد می‌کند که درون هر کدام از آن‌ها یک «مهندس» در خواب زمستانی تصنعی قرار دارد. او خالقان انسان را یافته است. در همین زمان حال دکتر هالووی بسیار خراب می‌شود و گروه اکتشاف به سفینه بازمی‌گردد. اما در جلوی در ورودی سفینه با ویکارز (فرمانده مأموریت) مواجه می‌شوند که مانع ورود هالووی می‌شود. درگیری روی می‌دهد و ویکارز زنده زنده هالووی را آتش می‌زند و می‌کشد. تغییرات ناشی از آلودگی گروه اول منجر به کشته شدن دو تن دیگر نیز می‌گردد. بالاخره پس از خوابیدن غائله و بازگشت به داخل سفینه دکتر شاو متوجه می‌شود که با نطفه‌ای غیرانسانی که رشد بسیار سریعی دارد آبستن است. اما دیوید مانع از کمک رسانی به او می‌شود و به او داروی بیهوشی می‌زند.
دکتر شاو پس از مدتی نامعلوم، از خواب بیدار شده و از آنجایی که آگاه می‌شود در حالی که فقط ۱۰ ساعت پیش با هالووی همبستر بوده موجودی را آبستن است که سه‌ماهه می‌نماید متوجه می‌شود تولد موجود بیگانه (و لذا مرگش) قریب‌الوقوع است. سریعاً به کمک یک دستگاه جراحی رایانه‌ای روی خود عمل سزارین انجام می‌دهد و موجود بیگانه‌ای که شبیه هشت پا است را زنده زنده از خود بیرون می‌کشد. سپس آن را درون اتاقک ضدعفونی‌کننده کلینیک محبوس کرده و فرار می‌کند. در هنگام فرار متوجه می‌شود که پیتر ویلاند کسی که هزینه این سفر اکتشافی را پیش از مرگش پرداخت کرده بود نه تنها زنده است بلکه یکی از مسافران سفینه بوده (و فقط دیوید از این موضوع خبر داشته). او مشاهده می‌کند که آن‌ها (دیوید، ویلاند، و دو دستیارش) اکنون آماده می‌شوند که به خارج سفینه و به اتاق فرمان درون گنبد رفته و خالق انسان را بیدار کرده و ملاقات کنند. او نیز همراهشان می‌رود.
در داخل اتاق فرمان، پس از بیدار کردن یکی از «مهندسین»، دیوید به زبان مهندسین سلام کرده و خود را معرفی می‌کند و صحبت‌های پیتر را ترجمه می‌کند. دیوید از مهندس می‌پرسد «شما کیستید و چرا به زمین آمدید؟» مهندس دست محبت آمیزی به سر دیوید می‌کشد و دیوید احساس تعلق آرامش بخشی می‌کند چرا که مورد نوازش آفریننده واقعی خویش قرار گرفته. لیکن در همان لحظه مهندس دیوید را از روی زمین بلند کرده و سر از تن او جدای می‌کند. مهندس بقیه را نیز می‌کشد. اما شاو موفق به فرار می‌شود. مهندس نیز دستگاه‌های اتاق فرمان را روشن می‌کند. شاو متوجه می‌شود که گنبد در واقع یک سفینه فضایی است که زیر خاک استتار شده و در واقع یک موشک یا سفینه غول‌پیکر است که حاوی سلاح‌های کشتار جمعی است. سلاح‌های کشتارجمعی آن همان کپسول‌های مرموزند که حاوی نطفه‌های موجودات بیگانه هستند که کارشان پاکسازی موجودات دیگر است. صدها کپسول داخل سفینه هر کدام حاوی تخم یک بیگانه است؛ و شاو متوجه می‌شود که مهندس اکنون سفینه را بسوی زمین نشانه می‌رود. او در حال فرار با صدای گریان از خالقان خود می‌پرسد: «چه گناهی از انسانها سر زده که مستحق خشم شما شده‌ایم؟»
گنبد مهندسین فرو می‌ریزد و سفینه‌ای غول‌پیکر به آسمان برمی‌خیزد. شاو که موفق به فرار شده است به سفینه خود هشدار می‌دهد که سفینه مهندسین قصد نابودی زمین را با جنگ‌افزارهای میکربی دارد. یانک (خلبان سفینه) سفینه را از روی سطح بلند کرده و با یک عمل کامی‌کازه سفینه خود را به سفینه مهندسین کوبیده و آن را ساقط می‌کند و جان خود را فدا می‌کند. از این مخمصه فقط شاو جان سالم بدر می‌برد.
شاو خود را به سفینه نجات که روی سطح فرود آمده می‌رساند و داخل آن می‌شود. او متوجه می‌شود که اتاقک کلینیکی که در آن عمل سزارین را انجام داده قسمتی از سفینه نجات است. بیگانهٔ درون او اکنون رشد کرده و درون اتاق در حال پرسه زدن است. در این لحظه دیوید که سرش روی زمین قرار دارد (و لذا هنوز انرژی دارد و نمرده) از طریق بی‌سیم به شاو اطلاع می‌دهد که مهندس هنگام سقوط از سفینه فرار کرده و قصد شکار او را دارد. همان لحظه مهندس وارد شده و سعی در کشتن شاو را می‌کند. شاو فرار کرده و در هنگام تقلا برای جان خویش در اتاقک کلینیک را گشوده و بیگانه را آزاد می‌کند. بیگانه به مهندس حمله‌ور شده و هر دو موجود درگیر یکدیگر می‌شوند و شاو فرار می‌کند. بیگانه به طرز فجیعی مهندس (خالق خود را) کشته و درون او تخم ریزی می‌کند.
دیوید به شاو می‌گوید که سفینه‌های دیگری هم روی سطح سیاره وجود دارد و او می‌تواند آن‌ها را هدایت کند. شاو دیوید را پیدا کرده، سرش را برداشته، تن او را نیز با طناب به خود بسته و با هم از محوطه خارج می‌شوند. دیوید از شاو می‌پرسد «حال به کجا می‌خواهی برویم؟» شاو پاسخ می‌دهد «به سیاره زادگاه مهندسین». دیوید می‌پرسد «آخر چرا آنجا؟» و شاو پاسخ می‌دهد: «تا بتوانم از خدایان خویش بپرسم که چرا ما را آفریدند و سپس قصد هلاکتمان کردند».
دیوید (در حالیکه سرش داخل کول پشتی شاو قرار دارد) سپس می‌گوید: «ولی من این تصمیم تو را درک نمی‌کنم. خب آخرش چه؟» و شاو خطاب به دیوید می‌گوید: «فرق انسان و ماشین دقیقاً همین است.» صحنه نهایی فیلم جسد نیمه جان مهندس را نشان می‌دهد. سینه او منفجر شده و یک بیگانه نوزاد از درون آن سر بیرون می‌آورد. فیلم با جیغ هولناک و خشم آلود نوزاد بیگانه اتمام می‌یابد.

## بازیگران اصلی

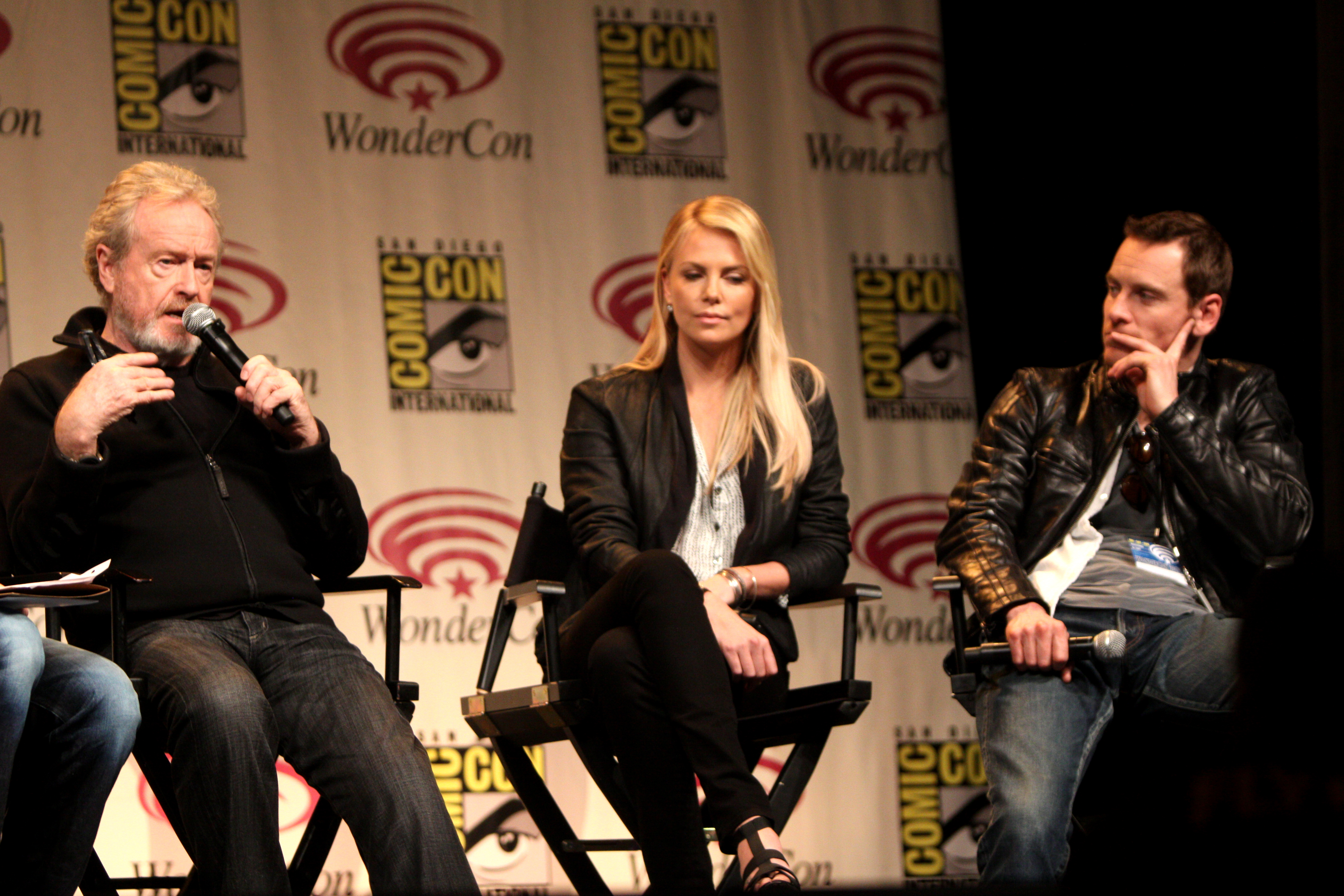
ترون، فاسبندر، و اسکات در حال بحث در مورد فیلم

- نومی راپاس در نقش دکتر الیزابت شاو
- شارلیز ترون در نقش مردیت ویکرز
- مایکل فاسبندر در نقش دیوید ۸
- گای پیرس در نقش پیتر ویلاند
- ادریس البا در نقش کاپیتان جانک
- لوگان مارشال-گرین در نقش دکتر چارلی هالووی

## بازخورد

### واکنش نقادانه
در وبگاه جمع‌آوری نقد راتن تومیتوز، ٪۷۳ از ۳۱۲ بررسی منتقدان مثبت است و میانگینِ امتیاز آن ۷/۱۰ است. اجماع این وبگاه چنین می‌نویسد: «شبه‌پیش‌درآمد بلندپروازانه ریدلی اسکات برای بیگانه ممکن است به همه پرسش‌های بزرگ آن پاسخی ندهد، اما با عظمت بصری فراموش‌نشدنی و اجراهای متقاعدکننده‌اش—به ویژه مایکل فاسبندر در نقش یک اندروید سفت و سخت—جبریان شده است.» این فیلم در متاکریتیک که از میانگین وزنی استفاده می‌کند، بر اساس نظر ۴۳ منتقدین امتیاز ۶۴ از ۱۰۰ را کسب کرده که نشان‌گر «نقدهای عموماً مطلوب» است. نظرسنجی سینماسکور گزارش داد که میانگین نمرهٔ تماشاگران سینما به فیلم «B» از A+ تا F بود، در حالی که تماشاگران زیر ۲۵ سال به آن امتیاز A− دادند. بازبینی‌ها اغلب هم زیبایی بصری فیلم، طراحی و هم عملکرد فاسبندر در نقش اندروید دیوید را ستودند. طرح داستانی واکنش متفاوتی را از سوی منتقدان به همراه داشت؛ آن‌ها عناصر داستان که بی‌نتیجه یا قابل پیش‌بینی باقی مانده بود را نقد کردند، اما به صحنه‌های اکشن و ترسناک نظر مثبتی دادند.
راجر ایبرت به فیلم ۴/۴ داد و با وجود سوال‌های بی پاسخ فیلم آن را اثری متفکرانه دانست.

## نکات متفرقه
- قرار بود فیلم در مراکش فیلمبرداری شود، اما به دلیل ناآرامی‌های «بهار عربی» فیلم در ایسلند فیلمبرداری شد.
- در یک حرکت نمایشی، مسئولان کنفرانس تد با ساختن یک تبلیغ موافقت کردند که در آن پیتر ویلاند جوان را نشان می‌دهد که آغاز امپراتوری علمی خود را در سال ۲۰۲۳ اعلام می‌کند.[۱۲]
- ریدلی اسکات در مصاحبه‌ای گفته بود[۱۳] که دلیل خشم خدایان (یا همان «مهندسین») از بشری که خود به وجود آورده بودند این بوده است که بشر عیسی مسیح را مصلوب کرد. مهندسین عیسی مسیح را برای هدایت بشر مخصوصاً خلق و به زمین فرستاده بودند. اما انسان به او خیانت کرده و جانش ستاندند. این نکته در واپسین ویرایش‌ها از نسخه نهایی فیلم حذف گردید تا فیلم زیاد جنجال‌برانگیز نشود.
- بسیاری از مفاهیم فیلم از نوشته‌های اریک وان دانکن همچون ارابه خدایان سرچشمه گرفته.
- لیندلوف در اشاره به نام سیاره LV-223 از آیه ۳–۲۲ از سفر لاویان (از اسفار کتاب تورات در عهد عتیق) یاد کرده که گفته: «به ایشان بگو: هر کس از همه ذریت شما در نسلهای شما که به موقوفاتی که بنی اسرائیل برای خداوند وقف نمایند نزدیک بیاید، و نجاست او بر وی باشد، آن کس از حضور من منقطع خواهد شد. آفریدگار هستی منم.»
- نام فیلم پرومته، در واقع نام یکی از تایتان‌ها یا خدایان یونانی است که خالق انسان‌ها بوده است. او یکی از تایتان‌ها مورد احترام زئوس و تنها تایتان باقی‌مانده از جنگ زئوس بوده.